# Rangamati Sadar
Rangamati Sadar es un subdistrito (upazila) del distrito (zila) de Rangamati, de la región de Chittagong, en Bangladés, con una población censada en marzo de 2011 de 124 728 habitantes.
Se encuentra ubicado en al sureste del país, junto a la frontera con India y el lago Kaptai.